# Акустична цементометрія
Акустична цементометрія (рос. акустическая цементометрия; нім. akustische Zementdickenmessung) — акустичний контроль цементування свердловин (рос. акустический контроль цементирования; англ. cementing acoustic test (ing); нім. akustische Zementdickenmessung) — геофізичний метод оцінки герметичності затрубного простору свердловин, згідно з яким час пробігу амплітуди хвилі по породі і по колоні, що реєструється апаратурою контролю цементування, дає змогу визначити міцність контактів на межі цемент-колона і цемент-порода. 
Синонім: акустичний контроль цементування.